# Орусъярви (деревня)
О́русъя́рви (карел. Oruzjärvi, фин. Orusjärvi) — деревня в Питкярантском районе Карелии. Входила в состав упразднённого в 2023 году Салминского сельского поселения.

## Общие сведения
Деревня расположена в Питкярантском районе в 33 км юго-восточнее Питкяранты на южном берегу озера Понколанъярви.

## История
В XVI веке выходцами с Валаама был основан монастырь, просуществовавший до 1612 года.
В 1910 году была построена деревянная православная церковь иконы Божией Матери «Всех скорбящих Радость».

## Население
| 2002 | 2009 | 2010 | 2013 |
| ---- | ---- | ---- | ---- |
| 17   | ↘6   | ↗13  | →13  |

## Галерея
- Озеро Понкколанъярви
- Вид на церковь с дрона, 2022 год
- Въезд в деревню со стороны Салми